# Leucania sarcistis
Leucania sarcistis là một loài bướm đêm trong họ Noctuidae.